# Opactwo Clairvaux

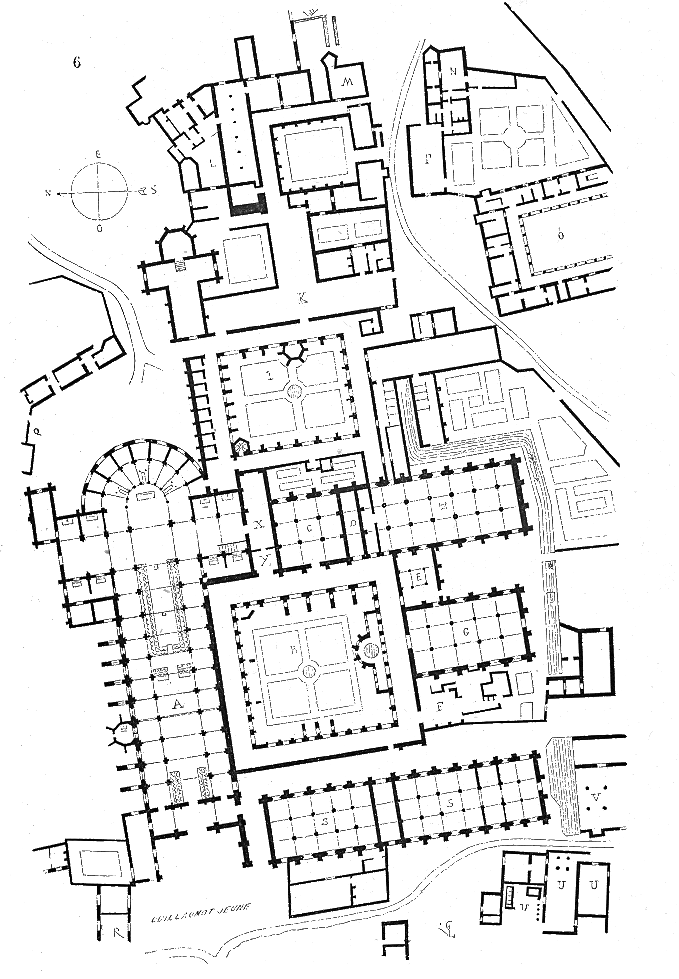
Plan opactwa

Opactwo Clairvaux (z łac. Clara Vallis, po polsku Jasna Dolina), położone jest w Ville-sous-la-Ferté, 15 km od Bar-sur-Aube, w departamencie Aube, w regionie Szampania-Ardeny we Francji.
Opactwo to było trzecią wielką filią opactwa w Cîteaux, po filiach w La Ferté i Pontigny, a przed filią w Morimond.

## Historia
Opactwo w Clairvaux zostało założone w 1115 r. przez św. Bernarda (Bernarda de Fontaine) wraz z dwunastoma mnichami, który to św. Bernard został też pierwszym opatem. 
Klasztor założony został w głębokiej dolinie nad brzegiem Aube, zwanej Vallée d'Absinthe (Dolina robaczego lasu albo Dolina goryczy), którą to podarował dla cystersów Hughes I, graf Troyes. Już w 1116 r. opactwo było nazywane Clara Vallis albo Clairvaux. Po trudnych i mozolnych początkach klasztor pod rządami św. Bernarda szybko się rozwijał. Jego sława przyciągała wiele osób, które wstępowały do zakonu, tak że jeszcze za czasów jego życia powstało 69 klasztorów cysterskich, także we Włoszech, Niemczech, Anglii, Hiszpanii i Portugalii.
Już w 1116 r., drugim roku istnienia klasztoru Clairvaux, dwunastu mnichów pod przewodnictwem brata Rogera, jednego z pierwszych, którzy porzucili szkołę Stephen of Vitry, założyło filię w Trois-Fontaines. Opactwo szybko stało się na tyle silne, że już w 1119 r. św. Bernard założył kolejne filie w Fontenay i Mont-Sainte-Marie.
W 1143 r. król Portugalii, Alfons I Zdobywca, ustanowił swoje państwo wasalem opactwa w Clairvaux i zobligował swoich następców do składania corocznej daniny oddawanej w uroczystość Zwiastowania. Natomiast w 1148 r., jako wotum za zwycięstwo nad Maurami, które odniósł dzięki modlitwom św. Bernarda, ufundował opactwo w Alcobaça, i wydał zarządzenie, że wszyscy jego opaci będą Wielkimi Jałmużnikami królów Portugalii (en. Grand Almoners of the Kings of Portugal).
W 1147 r. opactwo przyjęło pod swoją opiekę Kongregację z Savigny, założoną w 1105 r. przez św. Vitalisa z Savigny. W tym samym roku pod opiekę został przyjęty założony w 1142 r. przez św. Stephen of Durfort klasztor w Obazine.
Gwałtowny rozwój klasztoru spowodował, że w 1153 r. podjęto decyzję o rozbudowie opactwa o nowe budynki. Według świadków, kościół miał 347 stóp długości i 114 stóp szerokości, zbudowany jako trójnawowy z 11 sekcjami. Zgodnie z regułą cysterską kościół nie posiadał żadnych architektonicznych ani artystycznych ornamentów, aby wyrazić surowość stylu.
Pomimo świetności w dwóch pierwszych wiekach istnienia, opactwo także dotknęły objawy upadku. W 1615 r. Denis Largentier, ówczesny opat, doznał objawienia podczas modlitwy w grobowcu św. Bernarda. Przywrócił on w klasztorze reguły zakonne (jak post, wstrzemięźliwość, praca), dzięki czemu klasztor znów zapłonął porządkiem i gorliwością z jego pierwszych dni. Wtedy to opactwo stało się zaczątkiem odłamu cystersów: Zakonu Cystersów Ściślejszej Obserwancji (Trapistów).
W latach 1616–17 w Clairvaux nowicjat odbył Adam Trebnic, opat klasztoru w Oliwie.
W 1790 r. podczas rewolucji francuskiej w klasztorze było już tylko 26 wierzących, wraz z opatem Dom Louis-Marie Rocourt oraz 10 braci świeckich i 10 osób stowarzyszonych. Po zakończeniu rewolucji francuskiej opat przeszedł na emeryturę i udał się do Bar-sur-Aube, gdzie zmarł 6 kwietnia 1824 r. jako ostatni, pięćdziesiąty pierwszy opat Clairvaux.
Do roku 1790 opactwo Clairvaux posiadało we Francji 92 domy filialne z 864 członkami. 
W trakcie swojego istnienia opactwo wydało dla kościoła jednego papieża Eugeniusza III, 15 kardynałów oraz wielu arcybiskupów i biskupów.
Na terenie opactwa zostało pochowanych wiele znanych osób, między innymi
Henryk (1121-1175), biskup Beauvais, arcybiskup Reims, brat króla Francji Ludwika VII; Aleksander de Cologne, jeden z następców św. Bernarda; Henry Murdach, opat 
Vauclair i arcybiskup Yorku.
Obecnie większość budynków opactwa jest zrujnowana, a inne zostały wykorzystane przez zbudowane na jego terenie Więzienie Clairvaux.